# Valentin Abeille (résistant)
Pour les articles homonymes, voir Valentin Abeille.
Valentin Abeille, né à Alençon le 8 août 1907 et mort le 2 juin 1944 à  Paris, est un haut fonctionnaire et résistant français, compagnon de la Libération sous les ordres d’Henri Frenay.  Il devient le délégué militaire régional de la Région M, non seulement la plus grande des 12 régions des Forces françaises de l'intérieur, mais également celle qui fut la plus critique lors des préparatifs du débarquement de Normandie.
En tant que résistant, son numéro était le 732.

## Biographie
Ses études de droit l’amènent à faire carrière dans la préfectorale. Sous-préfet à Provins et donc non-mobilisable, il s’engage tout de même au début de la Seconde Guerre mondiale dans le 29e régiment de Dragons, à l'image de son père tombé au champ d'honneur en 1914. Après sa démobilisation le 25 juillet 1940, il rejoint son poste à Provins et est relevé le 8 janvier 1941 par le Régime de Vichy à cause de son appartenance à la franc-maçonnerie, puis nommé à Marseille avant d’être à nouveau révoqué moins d'un an plus tard en janvier 1942.
Officiellement, il déménage alors à Lons-le-Saunier pour pratiquer le droit, mais en fait il s’engage activement dans la Résistance avec qui il a des relations depuis ses débuts. Constatant ses compétences et son dévouement, Marcel Peck le nomme en chef départemental de l’Armée secrète dans le Jura. Son surnom est alors « Colléone », mais il en utilisera de nombreux autres dont le plus connu a été probablement « Fantassin ».
Son identité ayant été découverte par la Gestapo en janvier 1943, il doit alors entrer totalement dans la clandestinité. Dans la nuit du 19 au 20 mai, il fuit pour Londres où il est rapidement affecté au Bureau central de renseignements et d'action (qui deviendra le DGSS par décret le 19 novembre). Nommé délégué militaire pour la région « M » (pour « Le Mans » : Normandie-Bretagne-Anjou), il participe activement aux préparatifs du débarquement de Normandie. Le 13 septembre, il est à nouveau en France où il regroupe les forces militaires de 14 départements du nord-ouest de la France avec l'assistance de Maurice Guillaudot. Ces forces ont pour principale mission de supporter la future tête de pont en nuisant le plus possible aux déplacements, communications et ravitaillement des forces Allemandes tout en fournissant des informations précises sur le terrain.
La Gestapo fait énormément d'efforts pour infiltrer le Bureau des opérations aériennes (BOA), l'agence qui a remplacé le Service des opérations aériennes et maritimes (SOAM) quand les alliés ont réalisé qu'elle a été complètement infiltrée et utilisée pour trouver les espions et les chefs de la résistance. Mais c'est un jeu qui a été joué des deux côtés, avec l'Abwehr dont la direction est si profondément infiltrée par des résistants Allemands secrètement antinazis qu'elle a à son service de nombreux juifs (qui sont bien les derniers à les dénoncer).
Le 17 mars 1944, le général de division Louis-Alexandre Audibert et délégué militaire départemental est pris par la Gestapo, mais même sous la torture il ne révèle rien.
Possiblement trahi par sa secrétaire, Valentin Abeille est arrêté à Paris le 31 mai 1944 et est grièvement blessé par balles lors de son arrestation, ce qui ne lui épargne pas d'être interrogé et torturé par la Gestapo. Il décède de ses blessures le 2 juin 1944 à l'hôpital de la Salpêtrière dans le 13e arrondissement de Paris sans dévoiler sa véritable identité, mais son silence (il n'aurait pas dit un seul mot,) et son sacrifice contribuent à maintenir le secret sur le débarquement qui aura lieu 4 jours plus tard.
Son successeur Jean Kammerer a été à son tour arrêté le 24 juin 1944 avec 13 autres dirigeants, mais même cela n'arrête pas les opérations, les décisions étant décentralisées contrairement à une armée traditionnelle, ce que l'Armée secrète n'est certainement pas.
C'est alors Robert Kaskoreff (alias « Jean Birien »), l'un des rares épargnés, qui prend la relève sans attendre la permission de ses supérieurs alors qu'il vient d'être promu lieutenant-colonel à peine deux semaines plus tôt. En effet, il vient d'être nommé DMR des sous-régions M1 et M2 le 7 juin.
Concernant sa véritable identité, c'est seulement par une ordonnance du 2 février 1945 que le tribunal civil la révèle officiellement et demande à la mairie du 13e arrondissement de rectifier l'acte initial erroné et de publier un acte de décès modifié, ce qui sera fait le 10 avril 1945.

## Conclusion sur les unités de la région M
Valentin Abeille laisse derrière lui des troupes organisées qu'il a accepté de diriger avec un mode de commandement décentralisé, parfois à l'extrême, malgré les souhaits du haut commandement d'avoir un meilleur contrôle.  Malgré le peu de stabilité dans le commandement pendant le débarquement, ce mode de fonctionnement permet d'entreprendre des opérations militaires efficaces et de maintenir un niveau de motivation très élevé.
Tous les problèmes de logistique (il faut souvent s'approvisionner en armes et munitions directement chez l'ennemi), de la chaîne de commandement constamment perturbée voire décimée par la Gestapo, des moyens de communication perturbés à l'extrême pendant le débarquement oblige les unités à beaucoup de créativité et de collaborations entre elles. Mais un commandement décentralisé a permis de profiter rapidement de toute opportunité avec peu de risques d'interception de messages par l'ennemi (puisque les unités ont agi sans attendre le consentement du haut-commandement, et se sont peu souciées de produire des rapports de mission officiels).
Ils détruisent à répétition les voies ferrées, quitte à procéder sans explosifs si nécessaire, ils forcent l'armée allemande à investir beaucoup de ressources pour protéger ses convois, ils coupent l'électricité et les lignes téléphoniques, crèvent les pneus des véhicules et perturbent considérablement les mouvements ennemis qui sont souvent exaspérés par la résilience de ces résistants prêts à tout. Même sous la torture, bien peu parleront et beaucoup préféreront mourir que de risquer de révéler des informations pouvant aider l'ennemi.

## Distinctions
- : Chevalier de la Légion d'honneur (1945)[3].
- : Compagnon de la Libération à titre posthume le 28 mai 1945[6],[3],[13].
- : Croix de guerre 1939-1945 avec palme et 2 étoiles (3 citations)[6],[4].
- : Médaille de la Résistance[3],[6].

## Hommages
- En 1993, l'allée Valentin-Abeille dans le 18e arrondissement de Paris prit son nom en hommage à sa mémoire.
- Une rue de Provins et une salle de la préfecture de Seine-et-Marne à Melun portent son nom.
- Son nom est inscrit sur le « Mur du Souvenir » au siège du Grand Orient de France[3].